# Cainocreadium labracis
Cainocreadium labracis är en plattmaskart. Cainocreadium labracis ingår i släktet Cainocreadium och familjen Opecoelidae. Inga underarter finns listade i Catalogue of Life.